# The Sky Ranger

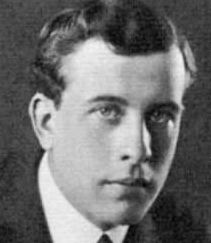
George B. Seitz, protagonista, diretor e produtor do seriado.

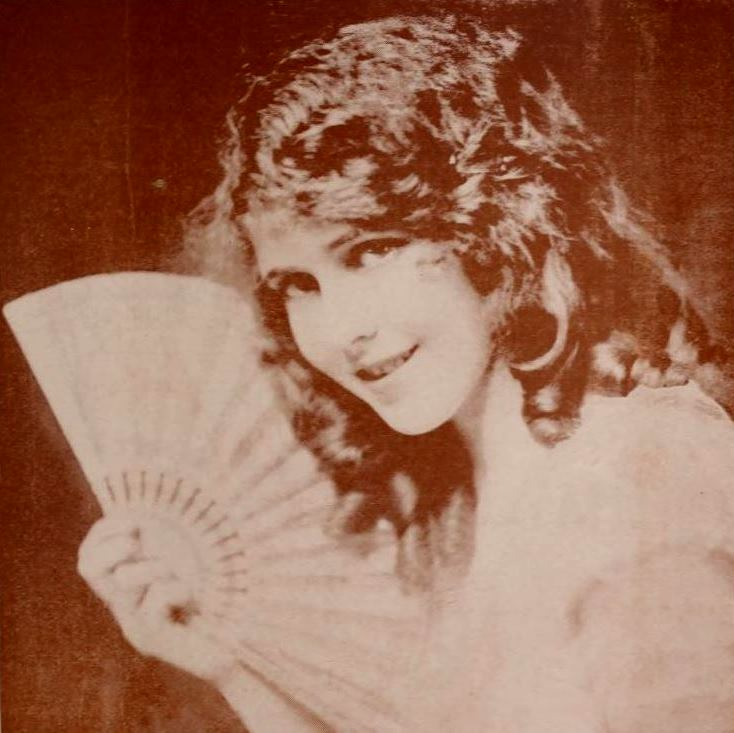
June Caprice, na capa da Exhibitors Herald de fevereiro de 1918. The Sky Ranger foi o único seriado estrelado por ela e seu último filme

The Sky Ranger (bra Sentinela do Firmamento), também conhecido como The Man Who Stole the Moon, é um seriado estadunidense de 1921, gênero aventura e comédia, dirigido por George B. Seitz, em 15 capítulos, estrelado por George B. Seitz e June Caprice. Produzido pela George B. Seitz Productions e distribuído pela Pathé Exchange, veiculou nos cinemas estadunidenses entre 1 de maio e 7 de agosto de 1921.
Este seriado é considerado perdido.

## Elenco
- George B. Seitz - George Oliver Rockwell
- June Caprice - June Elliott
- Harry Semels - Dr. Santro
- Frank Redman - Professor Elliott
- Joe Cuny - Murdock
- Peggy Shanor - Tharen
- Charles 'Patch' Revada - Bean
- Spencer Gordon Bennet
- Tom Goodwin

## Capítulos
1. Out of the Clouds
2. The Sinister Signal
3. In Hostile Hands
4. Desert Law
5. Mid-Air
6. The Crystal Prism
7. Danger's Doorway
8. Dropped from the Clouds
9. The House on the Roof
10. Trapped
11. The Seething Pool
12. The Whirling Menace
13. At the Last Minute
14. Liquid Fire
15. The Last Raid